# Alex Salmond
Alexander Elliot Anderson "Alex" Salmond, född 31 december 1954 i Linlithgow, West Lothian, död 12 oktober 2024 i Ohrid, Nordmakedonien, var en brittisk (skotsk) politiker och nationalekonom. Han var partiledare för Scottish National Party (SNP) och Skottlands försteminister (regeringschef) mellan 17 maj 2007 och 18 november 2014.

## Karriär
Salmond engagerade sig som student i SNP:s studentförbund på University of St Andrews i Fife. Efter universitetsstudierna blev han nationalekonom för Royal Bank of Scotland, med specialisering inom olja- och naturgasnäringen. Han kom att tillhöra vänsterfalangen i partiet och anslöt sig till en socialistisk republikansk grupp inom partiet som kallades 79 Group. Tillsammans med andra medlemmar av denna grupp uteslöts han ur partiet när ledningen vände sig mot dem. De fick senare återinträda i partiet och Alex Salmond valdes 1987 till parlamentsledamot för valkretsen Banff and Buchan i Aberdeenshire. Han ansågs då fortfarande stå till vänster i partiet.
När Gordon Wilson avgick som ledare för SNP 1990 kandiderade Salmond till posten och besegrade den enda motkandidaten Margaret Ewing.
Vid valet 1992 ökade SNP sin andel av rösterna men fick inga fler mandat. Valet 1997 blev en större framgång, då SNP ökade från fyra till sex mandat i underhuset.
Salmond fick SNP att stödja den nya Labour-regeringens förslag om ett nytt home rule-parlament i Edinburgh, och agiterade för jasidan i folkomröstningen om detta 1997. Vissa inom partiet ansåg däremot att självstyret var en halvmesyr och att SNP inte skulle acceptera något mindre än full självständighet för Skottland.
Efter jasidans seger upprättades det skotska parlamentet och Salmond invaldes där 1999. År 2000 avgick han som partiledare och efterträddes av John Swinney. 2001 lämnade han det skotska parlamentet för att koncentrera sig på det brittiska parlamentet.
Som partiledare under 1990-talet tonade Salmond ner sin tidigare vänsterprofil. Han förde in SNP på en mer pragmatisk linje, där ett gradvis utökat självstyre för Skottland kunde ses som en möjlig väg till full självständighet. Under 1990-talet blev SNP Skottlands näst största parti (efter Labour).
Den 15 juli 2004 tillkännagav Salmond överraskande att han kandiderade i det nya partiledarvalet efter John Swinneys avgång. Han hade tidigare sagt att han absolut inte skulle kandidera. Han vann i en brevomröstning av alla partimedlemmar med 75 procent av rösterna.
Efter valet till det skotska parlamentet 2007 blev SNP största parti och bildade en minoritetsregering med Salmond som försteminister. Han lämnade det brittiska parlamentet 2010.
Efter folkomröstningen om skotsk självständighet 2014 avgick Salmond som försteminister och partiledare i november och efterträddes av Nicola Sturgeon.